# L'onda perfetta
L'onda perfetta è un libro scritto da Sergio Bambarén nel 1999.
Il libro è composto da 11 capitoli più l'epilogo, ognuno dei quali inizia con 3 o 4 versi che lo descrivono.
Il protagonista è John Williams, il dirigente di una società finanziaria da lui fondata.
Un giorno incontra Simon, un uomo misterioso che lo guida alla riscoperta di se stesso e che, dopo avergli insegnato come trovare la felicità, lo saluta con una lettera nella quale scrive i suoi sogni che si appresta a realizzare.